# موردو
موردو، روستایی از توابع بخش مرکزی شهرستان خمیر در استان هرمزگان ایران است.

## جمعیت
این روستا در دهستان خمیر قرار دارد و براساس سرشماری مرکز آمار ایران در سال ۱۳۸۵، جمعیت آن ۲۹ نفر (۸خانوار) بوده‌است.